# Eugenia herbacea
Eugenia herbacea är en myrtenväxtart som beskrevs av Otto Karl Berg. Eugenia herbacea ingår i släktet Eugenia och familjen myrtenväxter. Inga underarter finns listade i Catalogue of Life.